# Vou Desafiar Você
Vou Desafiar Você é uma canção do cantor brasileiro de um pop carioca Sapão, foi lançada no dia 2 de dezembro de 2014, O videoclipe foi postado no site Youtube no mesmo dia.

## Videoclipe

### Enredo
No videoclipe mostra Sapão cantando e dançando e uma batalha de dança entre dançarinos de todos os tipos.
| “ | "Não tem idade , Não tem raça , Não tem Cor" | ” |

### Equipe
| Imagens: Roberto Cermak, Marcelo Lince, Yuri Sardenberg Assistente de Direção: Yana Sardenberg Assistente de Produção: Fernanda Cardamone, Karla Nogueira, Maico Salles Hair e Make: Vivi Gonzo, Andreia Jovito, Camila Gonzo, Mayara Gonzo Figurino: Carola Chede e Lívia Lemos Assistente de Figurino: Michele Bousquat Making Of: Marcio Nunes Coreografia: Jonathan Araújo e Taisa Bachur Ballet: Danubia Firmo, Juliana Siruffo, Luisa Sabino, Paula Porto, Taisa Bachur, Thamyres Oeda, Cesar Augusto, Emerson Santos, Gustavo Américo, Jonathan Araújo, Marlon Ailton, Pedro Paulo. | Realização: K2L Empresariamento Artístico Produção: Bellart Filmes Roteiro: Sapão e Isabelle Lopes Direção: Isabelle Lopes Direção de Fotografia: Yuri Sardenberg Produção Executiva: Thiago Arraes Direção de Arte: Rodrigo Doin Edição: Diego Valente Cor: Marcelo Lince Steady Cam: Roberto Cermak |

## Faixas
| Download digital |                     |                |         |  |
| N.º              | Título              | Compositor(es) | Duração |  |
| 1.               | "Vou Desafiar Você" | Sapão          | 4:05    |  |